# Adam Green
Adam Green, född 28 maj 1981 i Mount Kisco, New York är en amerikansk singer/songwriter. Har tidigare varit med i gruppen The Moldy Peaches där han var frontfigur tillsammans med Kimya Dawson. Han har nu inlett en solokarriär och har blivit populär speciellt i Tyskland.

## Diskografi
- 2002 – Adam Green
- 2002 – Garfield
- 2003 – Friends of Mine
- 2005 – Gemstones
- 2006 – Jacket Full Of Danger
- 2008 – Sixes & Sevens
- 2010 – Minor Love